# قطعنامه ۲۰۴۰ شورای امنیت
قطعنامه ۲۰۴۰ شورای امنیت سازمان ملل متحد که در تاریخ ۱۲ مارس ۲۰۱۲ تصویب شد، سندی بین‌المللی دربارهٔ بررسی وضعیت در لیبی است. این قطعنامه طی نشست ۶٬۷۳۳ام با ۰ رای موافق، ۰ مخالف و ۰ ممتنع تصویب شد.